# Hockey sur gazon aux Jeux africains
Le hockey sur glace fait sa première apparition aux Jeux africains aux Jeux de 1987 à Nairobi. Sa dernière apparition a eu lieu aux Jeux de 2023 à Accra.
La compétition féminine est introduite aux Jeux de 1995 à Harare.

## Palmarès masculin
Le tableau suivant retrace pour chaque édition de la compétition le palmarès du tournoi et la ville hôte.
| Édition | Ville hôte   | Or             | Argent         | Bronze   |
| ------- | ------------ | -------------- | -------------- | -------- |
| 1987    | Nairobi      | Kenya          | Zimbabwe       | Nigeria  |
| 1991    | Le Caire     | Égypte         | Kenya          | Zimbabwe |
| 1995    | Harare       | Afrique du Sud | Égypte         | Kenya    |
| 1999    | Johannesburg | Afrique du Sud | Égypte         | Kenya    |
| 2003    | Abuja        | Égypte         | Afrique du Sud | Ghana    |
| 2023    | Accra        | Égypte         | Ghana          | Nigeria  |

## Palmarès féminin
Le tableau suivant retrace pour chaque édition de la compétition le palmarès du tournoi et la ville hôte.
| Édition | Ville hôte   | Or             | Argent   | Bronze |
| ------- | ------------ | -------------- | -------- | ------ |
| 1995    | Harare       | Afrique du Sud | Zimbabwe | Kenya  |
| 1999    | Johannesburg | Afrique du Sud | Zimbabwe | Kenya  |
| 2003    | Abuja        | Afrique du Sud | Nigeria  | Kenya  |
| 2023    | Accra        | Ghana          | Nigeria  | Kenya  |